# سدادة الصفائح الدموية
سدادة الصفائح الدموية، والمعروفة أيضًا باسم السدادة المرقئة أو خثرة الصفائح الدموية، هي تجمع من الصفائح الدموية تكونت خلال المرحلة المبكرة من الإرقاء استجابةً لإصابة جدار الأوعية الدموية. بعد تجنيد الصفائح الدموية وتراكمها حول مكان الأصابة، تسمح طبيعتها «اللزجة» لها بالالتصاق ببعضها البعض. هذا يشكل سدادة الصفائح الدموية، والتي تمنع المزيد من الدم من مغادرة الجسم فضلا عن أي ملوثات خارجية من الدخول. توفر السدادة انسدادا مؤقتا للكسر في الأوعية الدموية. على هذا النحو، يحدث تكوين سدادة الصفائح الدموية بعد تضيق الأوعية الدموية ولكن قبل تكوين الجلطة الشبكية الليفية، وهي الحل الدائم للإصابة. نتيجة تكوين سدادة الصفائح الدموية هو تخثر الدم. يمكن أن يشار إليه أيضًا باسم الإرقاء الأولي.

## تاريخ
لسنوات عديدة، لم يلاحظ العلماء الدور الحاسم الذي تلعبه الصفائح الدموية (المعروفة أيضًا باسم الصفيحات) في الإرقاء وتخثر الدم. على الرغم من اكتشاف وجود الصفائح الدموية في البداية في عام 1882، إلا أن العلماء استغرقوا حتى الستينيات من القرن الماضي قبل أن ينتقلوا اهتمامهم من تفاعل الصفائح الدموية مع تخثر الدم إلى تفاعل الصفائح الدموية مع أنفسهم.
كان اكتشاف أدينوسين ثنائي الفوسفات باعتباره المحفز الأساسي لتراكم الصفائح الدموية بمثابة تقدم كبير في مجال أمراض الدم. تبع ذلك اكتشاف تفاعل إطلاق الصفائح الدموية، بالإضافة إلى الخصائص المتراكمة للثرومبين والكولاجين.

## تشكيل سدادة الصفائح الدموية
تشكيل سدادة الصفائح الدموية هو الخطوة الثانية للإرقاء. يحدث بعد تضيق الأوعية. أثناء هذه العملية، تبدأ الصفائح الدموية في التراكم أو التجمع على جدار الوعاء الدموي التالف.
يحدث تكوين سدادة الصفائح الدموية في ثلاث خطوات رئيسية:

### تنشيط الصفائح الدموية
في ظل الظروف الفسيولوجية العادية، يتدفق الدم عبر الجسم دون أي تراكم ملحوظ للصفائح الدموية. وذلك لأن الصفائح الدموية ليست مبرمجة في البداية لتتراكم من تلقاء نفسها لأن هذا قد يسبب تجلط الدم غير المرغوب فيه. ومع ذلك، أثناء الإرقاء، يكون التخثر مرغوبًا. على هذا النحو، يجب تنبيه الصفائح الدموية في البلازما إلى الحاجة إلى تكوين سدادة.
أي انقطاع يتم اكتشافه في البطانة الوعائية يؤدي إلى استجابة تلقائية في نظام التخثر، والتي بدورها تحفز إنتاج الثرومبين. يسبب الثرومبين أيضًا تراكم الصفائح الدموية.
على هذا النحو، في كثير من الأحيان، يحدث التصاق الصفائح الدموية وتنشيطها في خطوات متداخلة، حيث يؤثر أحدهما بشكل مباشر ويساهم في الآخر.

### التصاق الصفائح الدموية
بمجرد تنشيط الصفائح الدموية، عندما تصادف خلايا البطانة المصابة، سيعمل عامل فون ويل براند (vWF) والفيبرينوجين كمثبتات للسماح للصفائح الدموية بالالتصاق بجدار الوعاء الدموي. يتم إطلاق هذه الجزيئات من الصفائح الدموية نفسها نتيجة التحلل، وهو تغير فسيولوجي في شكل الصفائح الدموية بسبب إفراز محتويات الحبيبات الكثيفة وحبيبات ألفا. من الحبيبات الكثيفة، يتم تحرير السيروتونين والأدينوسين ثلاثي الفوسفات. تأتي من حبيبات ألفا جزيئات مثل عامل النمو المشتق من الصفائح الدموية، الفيبرينوجين، وعامل فون ويلبراند، وهو بروتين سكري مهم في تنشيط الصفائح الدموية والالتصاق.
يتم إفراز أدينوسين ثنائي الفوسفات من الحبيبات الكثيفة ثم يرتبط بالمستقبلات الموجودة على غشاء الصفائح الدموية. ومع ذلك، للسماح بحدوث التصاق الصفائح الدموية يتطلب جزيء إضافي. بروتين سكري lb هو بروتين موجود على سطح غشاء الصفائح الدموية والذي يرتبط بـ عامل فون ويل براند. عندما يرتبط عامل فون ويل براند بالبروتين السكري lb، فإنه يساعد الصفائح الدموية على التفاعل مع الأسطح الأخرى، مثل داخل جدار الوعاء الدموي التالف. عند مستويات إجهاد القص العالية، سيبدأ معقد عامل فون ويل براند/البروتين السكري Ib في التصاق الصفائح الدموية. سيتم بعد ذلك التوسط في هذه العملية بواسطة إنتغرينات.
بالإضافة إلى ذلك، يتم تنشيط الصفائح الدموية، كما أنها ستغير شكلها في الهيكل الخلوي الأكتيني القشري. سوف تتحول الصفائح الدموية من أقراص ملساء ثنائية التجويف إلى خلايا منتشرة بالكامل. يؤدي هذا إلى زيادة مساحة سطحها بشكل كبير وبالتالي يسمح بزيادة انسداد الخلايا التالفة بالإضافة إلى مساحة أكبر لحدوث الالتصاق.

### تراكم الصفائح الدموية
بعد أن تتلامس الصفائح الدموية مع النقطة المحورية لإصابة الأوعية الدموية، فإنها تبدأ في التفاعل مع بعضها البعض لتشكيل تجمع الصفائح الدموية. يتم التوسط في تراكم الصفائح الدموية بشكل أساسي بواسطة إنتجرين β3 (αIIbβ3) وروابطه، مثل عامل فون ويل براند والفيبرينوجين. بينما تحتوي أغشية الصفائح الدموية على مواقع ارتباط للفيبرينوجين، يجب تحفيزها بواسطة الثرومبين. يؤدي الثرومبين إلى ارتباط الصفائح اللاصقة بـ عامل فون ويل براند والفيبرينوجين. يمكن للأدينوسين ثنائي الفوسفات بعد ذلك تحفيز تراكم الصفائح الدموية، مما يسمح للفيبرينوجين بربط صفيحتين معًا.
مع تراكم المزيد من الصفائح الدموية، فإنها تطلق المزيد من المواد الكيميائية، والتي بدورها تجذب المزيد من الصفائح الدموية. هذه حلقة ردود فعل إيجابية تؤدي في النهاية إلى تكوين خثرة الصفائح الدموية.

## تعديلات على سدادة الصفائح الدموية

### تشكيل سدادة مرقئ ثانوية
يتم تشكيل سدادة مرقئ ثانوية بعد إنشاء الانسداد المؤقت. تتضمن هذه العملية تحويل الفيبرينوجين، وهو بروتين سكري قابل للذوبان في الماء، إلى الفيبرين، وهو بروتين سكري غير قابل للذوبان، باستخدام إنزيم الثرومبين. يقوم الفيبرينوجين بتكوين الفيبرين لتغليف خثرة الصفائح الدموية، مما يؤدي إلى تكوين سدادة مرقئة ثانوية تكون أكثر استقرارًا وترتبط بإحكام بجدار الوعاء الدموي.

### تدعيم السدادة المرقئة
بسبب قوة القص، يمكن بسهولة جرف أو تفكك جلطة الصفائح الدموية المتصلة بجدران الأوعية الدموية. على هذا النحو ، بعد أن يتم تثبيت الصفائح الدموية في جدار الوعاء الدموي، وربطها معًا، وتثبيتها في الفيبرين، يجب أيضًا دمجها لضمان قدرتها على تحمل مثل هذه القوة. يتم تحقيق ذلك عن طريق العامل الثالث عشر، المعروف أيضًا باسم عامل استقرار الفبرين، وهو إنزيم يربط الفيبرين. يعتبر العامل الثالث عشر أمرًا بالغ الأهمية في دمج سدادة مرقئ. أولئك الذين تبين أنهم يعانون من نقص في الإنزيم يعانون من تأخر في النزيف بعد العمليات الجراحية.

## الدور المعاكس لسدادة الصفائح الدموية
في حين أن تنشيط الصفائح الدموية وتكوين السدادة ضروريان لوقف النزيف وإصابات الأوعية الدموية، إذا حدث التصاق الصفائح الدموية وتجمعها في مكان غير مبرر، فستكون النتيجة عوضًا عن ذلك انسداد الأوعية الدموية والتخثر. يلاحظ هذا بشكل شائع في احتشاء عضلة القلب، حيث يؤدي تراكم الصفائح الدموية والالتصاق إلى انسداد الشريان التاجي. على هذا النحو، فإن العوامل نفسها التي تسبب تخثر الصفائح الدموية أثناء الإرقاء يمكن أن تساهم أيضًا في تجلط الدم غير المرغوب فيه.

## بحث جديد
بينما تم بالفعل اكتشاف الآليات العامة للإرقاء وتكوين سدادة الصفائح الدموية، لا يزال هناك الكثير لنتعلمه فيما يتعلق بالمواد الكيميائية التي تساهم في هذه العملية. تم تحديد العوامل الرئيسية فقط؛ لا يزال هناك العديد من الجزيئات الموجودة أثناء الإرقاء التي لا يفهم العلماء الدور الذي تلعبه.

### الارقاء في الفئران
يُعرف الفيبرينوجين و عامل فون ويل براند من العوامل الحاسمة في الإرقاء. ومع ذلك، فقد تم اكتشاف أنه حتى في الفئران التي تفتقر إلى هذين المكونين ، لا يزال يحدث الإرقاء والتخثر. يبدو أن هذا يشير إلى أن هناك جزيئات مساهمة أخرى لا تزال غير مكتشفة والتي قد تلعب أيضًا دورًا مهمًا في تراكم الصفائح الدموية والالتصاق.